# Andrew Weibrecht
Andrew Weibrecht (n. 10 februarie 1986, Lake Placid, North Elba⁠(d), New York, SUA) este un schior alpin ce a reprezentat Statele Unite ale Americii, medaliat olimpic. A participat la 3 ediții ale Jocurilor Olimpice (2010, 2014, 2018) în care a câștigat o medalie de argint și o medalie de bronz.